# Фортунато, Франческо
Франческо Фортунато (итал. Francesco Fortunato; род. 13 декабря 1994, Андрия, Апулия) — итальянский легкоатлет, специалист по спортивной ходьбе. Выступает на профессиональном уровне с 2010 года, бронзовый призёр чемпионата Европы 2024 года, обладатель серебряных медалей командных чемпионатов мира и Европы, многократный победитель и призёр первенств национального значения, участник летних Олимпийских игр в Токио.

## Биография
Франческо Фортунато родился 13 декабря 1994 года в коммуне Андрия, Апулия.
Успешно выступал на различных юношеских соревнованиях по спортивной ходьбе в Италии начиная с 2010 года.
В 2012 году вошёл в состав итальянской сборной и выступил на Кубке мира по спортивной ходьбе в Саранске, где в гонке юниоров на 10 км стал пятым. Также в этом сезоне занял 21-е место в дисциплине 10 000 метров на юниорском мировом первенстве в Барселоне.
В 2013 году на Кубке Европы в Дудинце финишировал девятым в личном зачёте юниоров и стал серебряным призёром командного зачёта. Был шестым в ходьбе на 10 000 метров на домашнем юниорском европейском первенстве в Риети.
На Кубке мира 2014 года в Тайцане занял 69-е место в ходьбе на 20 км. Взял бронзу в дисциплине 10 000 метров на молодёжном средиземноморском первенстве в Обане.
В 2015 году в ходьбе на 20 км показал 28-й результат на Кубке Европы в Мурсии и 11-й результат на молодёжном европейском первенстве в Таллине.
В 2016 году занял 48-е место на командном чемпионате мира в Риме, одержал победу на молодёжном средиземноморском первенстве в Тунисе.
В 2017 году показал 28-й результат на Кубке Европы в Подебрадах и 25-й результат на чемпионате мира в Лондоне, победил на чемпионате Италии в дисциплине 20 км.
В 2018 году на командном чемпионате мира в Тайцане финишировал девятым в личном зачёте 20 км и тем самым помог соотечественникам стать серебряными призёрами командного зачёта. На чемпионате Европы в Берлине с результатом 1:23:04 занял 16-е место.
В 2019 году вновь стал чемпионом Италии в ходьбе на 20 км, тогда как на Кубке Европы в Алитусе сошёл с дистанции. Будучи студентом, представлял страну на Всемирной Универсиаде в Неаполе — преодолел 20-километровую дистанцию за 1:23:53 и стал пятым.
В 2021 году на командном чемпионате Европы в Подебрадах с личным рекордом 1:19:43 стал пятым и вторым в личном и командном зачётах 20 км соответственно. Выполнив олимпийский квалификационный норматив (1:21:00), удостоился права защищать честь страны на летних Олимпийских играх в Токио — в программе ходьбы на 20 км показал время 1:23:43, расположившись в итоговом протоколе соревнований на 15-й строке.
В 2022 году показал 22-й результат в 20-километровой ходьбе на командном чемпионате мира в Маскате, 15-й результат на чемпионате мира в Юджине и пятый результат на чемпионате Европы в Мюнхене.
В июне 2024 года, на чемпионате Европы в Риме завоевал бронзовую медаль на дистанции 20 километров. 